# Jonathan Davies (Rugbyspieler, 1988)
Jonathan Davies (* 5. April 1988 in Solihull, England) ist ein walisischer Rugby-Union-Spieler, der auf der Position des Innendreiviertels für die Scarlets spielt.
Davies begann seine Rugbykarriere beim Llanelli RFC, wo er bis zum Jahr 2006 aktiv war. Er wechselte daraufhin zur regionalen Auswahl Scarlets, für die er im August des Jahres zum ersten Mal auflief. 2007 legte er seinen ersten Versuch als Profispieler. Im Jahr 2009 kam er zu seinem Nationalmannschaftsdebüt bei der Tour der Waliser nach Nordamerika, bei der zahlreiche Spieler aufgrund der Tour der British and Irish Lions fehlten.